# Szingapúri dollár
A szingapúri dollár Szingapúr hivatalos pénzneme, melyet Bruneiben is használnak.

## Történelem
1845 és 1939 között Szingapúr a Malaka-szorosi dollárt használta. Ezt 1939-től felváltotta a malájföldi dollár 1:1 arányban, amit 1953-tól malájföldi és brit-borneói dollár néven hozták forgalomba 1967-ig. Szingapúr fenntartotta a közös pénz használatát azután is, hogy 1963-ban csatlakozott Malajziához, de 1967-ben, két évvel azután, hogy Szingapúr ismét függetlenné vált (1965), a Szingapúr, Malajzia és Brunei közötti monetáris unió felbomlott.
Szingapúr 1967. június 12-én bocsátotta ki első bankjegysorozatát („orchideás bankjegyek”). Mindezek ellenére A szingapúri dollár és a maláj ringgit 1973-ig 1:1 arányban átváltható volt egymásra. Az átválthatóság a brunei dollárral mindmáig fennmaradt. A szingapúri dollár teljesen konvertibilis, és bár szabadon lebegtetik, egy valutakosárral szemben árfolyamát folyamatosan felügyelik. Az ázsiai pénzügyi válság után több más ország is követte a szingapúri monetáris politikát (valutalebegtetést).

## Érmék
Jelenleg a következő címletű érmék vannak forgalomban: 1, 5, 10, 20, 50 cent, 1 dollár. Az első érmesort 1967-1985 között bocsátották ki, a másodikat (mely ma is forgalomban van) 1985 után. Az első sorozat érméi előlapjukon (az 1 centes kivételével) állatokat ábrázoltak, hátlapjukon értékjelzést és a Singapore feliratot. 
A második sorozat hátlapján (melynek címletei az 1 centes és az 1 dolláros kivételével 1985. december 2-án kerültek forgalomba) különféle trópusi növényeket láthatunk, előlapján pedig a szingapúri címert és az ország nevét 4 nyelven (kínai, maláj, angol, tamil).

### Első sorozat (1967–1985)
| névérték     | Tulajdonságok | Tulajdonságok | Tulajdonságok | Tulajdonságok | Leírás  | Leírás                                                                      | Leírás                                                                              | Kibocsátás       |
| névérték     | Átmérő        | Vastagság     | súly          | anyag         | szegély | előlap                                                                      | hátlap                                                                              | Kibocsátás       |
| ------------ | ------------- | ------------- | ------------- | ------------- | ------- | --------------------------------------------------------------------------- | ----------------------------------------------------------------------------------- | ---------------- |
| 1 cent       | 17,78 mm      | 1,118 mm      | 1,94 g        | Bronz         | sima    | névrték és év, Vanda Miss Joaquim nevű orchideák (az ország nemzeti virága) | modern épület és szökőkút                                                           | 1967. június 12. |
| 1 cent       | 17,78 mm      | 1,118 mm      | 1,24 g        | réz-cin       | sima    | névrték és év, Vanda Miss Joaquim nevű orchideák (az ország nemzeti virága) | modern épület és szökőkút                                                           | 1976             |
| 5 cent       | 16,26 mm      | 1,02 mm       | 1,41 g        | kupronikkel   | recés   | névérték és év, kígyónyakú madár                                            | Egy madár, aki a fészkében a tollát tisztítja                                       | 1967. június 12. |
| 5 cent       | 16,26 mm      | 1,02 mm       | 1,26 g        | kupronikkel   | recés   | névérték és év, kígyónyakú madár                                            | Egy madár, aki a fészkében a tollát tisztítja                                       | 1967. június 12. |
| 5 cent (FAO) | 21,23 mm      | 1,27 mm       | 1,24 g        | Alumínium     | recés   | névérték és év, kígyónyakú madár                                            | A hal és egy pálma és két jelszó "INCREASE PRODUCTION" és "MORE FOOD FROM THE SEA." | 1971             |
| 10 cent      | 19,41 mm      | 1,4 mm        | 2,83 g        | kupronikkel   | recés   | névérték és év, kígyónyakú madár                                            | csikóhal                                                                            | 1967. június 12. |
| 20 cent      | 23,60 mm      | 1,78 mm       | 5,66 g        | kupronikkel   | recés   | névérték és év, kígyónyakú madár                                            | kardhal                                                                             | 1967. június 12. |
| 50 cent      | 27,76 mm      | 2,03 mm       | 9,33 g        | kupronikkel   | recés   | névérték és év, kígyónyakú madár                                            | skorpióhal                                                                          | 1967. június 12. |
| 1 dollár     | 33,32 mm      | 2,39 mm       | 16,85 g       | kupronikkel   | recés   | névérték és év, kígyónyakú madár                                            | Lochnera rosea virág                                                                | 1967. június 12. |

### Második sorozat (1985–2013)
| Érték    | Tulajdonságai | Tulajdonságai | Tulajdonságai | Tulajdonságai   | Leírás  | Leírás                                   | Leírás                         | kibocsátás           |
| Érték    | Átmérő        | Vastagság     | Súly          | Anyag           | Szegély | Előlap                                   | Hátlap                         | kibocsátás           |
| -------- | ------------- | ------------- | ------------- | --------------- | ------- | ---------------------------------------- | ------------------------------ | -------------------- |
| 1 cent   | 15,9 mm       | 1,1 mm        | 1,24 g        | réz-cink        | sima    | Az ország címere, Szingapúr négy nyelven | névérték, Vanda Miss Joaquim   | 1987. szeptember 28. |
| 5 cent   | 16,75 mm      | 1,22 mm       | 1,56 g        | Alumínium-bronz | bordás  | Az ország címere, Szingapúr négy nyelven | névérték, Könnyezőpálma        | 1985. december 2.    |
| 10 cent  | 18,5 mm       | 1,38 mm       | 2,6 g         | kupronikkel     | bordás  | Az ország címere, Szingapúr négy nyelven | névérték, Jasminum multiflorum | 1985. december 2.    |
| 20 cent  | 21,36 mm      | 1,72 mm       | 4,5 g         | kupronikkel     | bordás  | Az ország címere, Szingapúr négy nyelven | Érték, Calliandra surinamensis | 1985. december 2.    |
| 50 cent  | 24,66 mm      | 2,06 mm       | 7,29 g        | kupronikkel     | bordás  | Az ország címere, Szingapúr négy nyelven | névérték, Allamanda Cathartica | 1985. december 2.    |
| 50 cent  | 24,66 mm      | 2,06 mm       | 7,29 g        | kupronikkel     | bordás  | Az ország címere, Szingapúr négy nyelven | névérték, Allamanda Cathartica | 1990. május 28.      |
| 1 dollár | 22,4 mm       | 2,4 mm        | 6,3 g         | Alumínium-bronz | sima    | Az ország címere, Szingapúr négy nyelven | névérték, Lochnera rosea       | 1987. szeptember 28. |

### Harmadik sorozat (2013 óta)
2013-ban új érmesorozatot bocsátanak ki.
| Érték    | Tulajdonságai | Tulajdonságai | Tulajdonságai | Tulajdonságai                     | Leírás  | Leírás                           | Leírás   | Dátumok | Dátumok    |
| Érték    | Átmérő        | Vastagság     | Súly          | Anyag                             | Szegély | Előlap                           | Hátlap   | Verés   | Kibocsátás |
| -------- | ------------- | ------------- | ------------- | --------------------------------- | ------- | -------------------------------- | -------- | ------- | ---------- |
| 5 cent   | 16,75 mm      | 1,22 mm       | 1,7 g         | réz                               | sima    | névérték                         | névérték | 2013    | 2013       |
| 10 cent  | 18,5 mm       | 1,38 mm       | 2,36 g        | nikkelezett                       | recés   | névérték, szingapúri ház         | névérték | 2013    | 2013       |
| 20 cent  | 21 mm         | 1,72 mm       | 3,85 g        | nikkelezett                       | recés   | névérték, Changi repülőtér       | névérték | 2013    | 2013       |
| 50 cent  | 23 mm         | 2,45 mm       | 6,56 g        | nikkelezett                       | recés   | kikötő                           | névérték | 2013    | 2013       |
| 1 dollár | 24,65 mm      | 2,5 mm        | 7,62 g        | gyűrű: sárgaréz, mag: nikkelezett | recés   | Merlion (Szingapúr híres ikonja) | névérték | 2013    | 2013       |

## Bankjegyek
1967 óta 4 bankjegysorozatot bocsátottak ki, más-más motívumokkal. Külön érdekesség a 10 ezer dolláros bankjegy, amely a világ legértékesebb papírpénze, ill. polimerpénze.

### Orchidea-sorozat (1967–1976)
| Érték         | Méret           | Kibocsátás         | Szín                | Előlap                         | Hátlap                                       |
| ------------- | --------------- | ------------------ | ------------------- | ------------------------------ | -------------------------------------------- |
| 1 dollár      | 121 mm x 64 mm  | 1967. június 12.   | sötétkék            | Vanda Janet Kaneali            | Bérházak egy lakótelepen                     |
| 5 dollár      | 127 mm x 71 mm  | 1967. június 12.   | zöld                | Vanda T.M.A.                   | Szingapúr                                    |
| 10 dollár     | 133 mm x 79 mm  | 1967. június 12.   | vörös               | Dendrobium Marjorie Ho         | Négy kéz összefog, mögötte Szingapúr térképe |
| 25 dollár     | 140 mm x 79 mm  | 1972. augusztus 7. | barna               | Renanthopsis Aurora            | Legfelsőbb bíróság épülete                   |
| 50 dollár     | 146 mm x 87 mm  | 1967. június 12.   | kék                 | Vanda Rothscildiana            | Szingapúri sétány és Clifford Pier           |
| 100 dollár    | 159 mm x 95 mm  | 1967. június 12.   | kék és mályva       | Cattleya                       | egy vitorlás hajó                            |
| 500 dollár    | 160 mm x 96 mm  | 1972. augusztus 7. | zöld                | Dendrobium Shangri-La          | Kormányhivatalok St Andrew Rd-n              |
| 1000 dollár   | 159 mm x 95 mm  | 1967. június 12.   | mályva és sötétzöld | Dendrobium Kimiyo Kondo "Chay" | A Viktória-színház és az Empress             |
| 10 000 dollár | 203 mm x 133 mm | 1973. január 29.   | zöld                | Aranda Majulah                 | Az Istana                                    |

### Madár-sorozat (1976–1984)
| Érték         | Méret           | Kibocsátás         | Szín  | Előlap                                     | Hátlap                                             |
| ------------- | --------------- | ------------------ | ----- | ------------------------------------------ | -------------------------------------------------- |
| 1 dollár      | 125 mm x 63 mm  | 1976. augusztus 6. | kék   | Feketefejű csér (Sterna sumatrana)         | A nemzeti napi ünnepség                            |
| 5 dollár      | 133 mm x 66 mm  | 1976. augusztus 6. | zöld  | Vörösfülű bülbül (Pycnonotus jocosus)      | Drótkötélpályás felvonók és a kikötő légi látványa |
| 10 dollár     | 141 mm x 69 mm  | 1976. augusztus 6. | vörös | Örvös halción (Todiramphus chloris)        | a kertváros                                        |
| 20 dollár     | 149 mm x 72 mm  | 1979. augusztus 6. | barna | Zöldhátú nektármadár (Cinnyris jugularis)  | Szingapúr-Changi repülőtér és egy concorde         |
| 50 dollár     | 157 mm x 75 mm  | 1976. augusztus 6. | kék   | Fehérhátú sámarigó (Copsychus malabaricus) | Iskolai tanulók ünnepsége                          |
| 100 dollár    | 165 mm x 78 mm  | 1977. február 1.   | kék   | Kéktorkú gyurgyalag (Merops viridis)       | Nemzetiségi táncosok                               |
| 500 dollár    | 181 mm x 84 mm  | 1977. február 1.   | zöld  | Amuri sárgarigó (Oriolus chinensis)        | olajfinomító                                       |
| 1000 dollár   | 197 mm x 90 mm  | 1978. augusztus 7. | bíbor | Brahmin kánya (Haliastur indus)            | kikötő                                             |
| 10 000 dollár | 203 mm x 133 mm | 1980. február 1.   | zöld  | Fehérhasú rétisas (Haliaeetus leucogaster) | A Szingapúr-folyó két partja                       |

### Hajó-sorozat (1984–1999)
| Érték         | Méret          | Kibocsátás          | Szín  | Előlap                                                           | Hátlap                                                                    |
| ------------- | -------------- | ------------------- | ----- | ---------------------------------------------------------------- | ------------------------------------------------------------------------- |
| 1 dollár      | 125 mm x 63 mm | 1987. január 12.    | kék   | címer, dzsonka, kínai ponty                                      | Sentosa műhold földi állomás                                              |
| 2 dollár      | 133 mm x 63 mm | 1991. január 28.    | vörös | címer, Tongkang                                                  | A Chingay-felvonuláson részt vevő nemzetiségek                            |
| 2 dollár      | 133 mm x 63 mm | 1991. december 16.  | bíbor | címer, Tongkang                                                  | A Chingay-felvonuláson részt vevő nemzetiségek                            |
| 5 dollár      | 133 mm x 63 mm | 1989. augusztus 21. | zöld  | címer, kínai oroszlán egy labdával, szardella, "Twakow"          | A PSA konténerterminál nézete                                             |
| 10 dollár     | 141 mm x 69 mm | 1988. március 1.    | vörös | "Palari", címer, főnix hajó                                      | Kerek scad                                                                |
| 50 dollár     | 156 mm x 74 mm | 1987. március 9.    | kék   | címer, "Perak", egy pár mandarin kacsa, Epinephelus Sexfasciatus | Benjamin Sheare-híd                                                       |
| 100 dollár    | 165 mm x 78 mm | 1985. augusztus 1.  | barna | címer, "Chusan", Ilisha elongata                                 | Changi-i Nemzetközi Reptér                                                |
| 500 dollár    | 175 mm x 83 mm | 1988. március 1.    | zöld  | címer, "Neptune Sardonyx", lepke indiai makréla                  | A nemzeti hadsereg katonáinak egy csoportja. Háttérben az ország zászlaja |
| 1000 dollár   | 185 mm x 88 mm | 1984. október 22.   | bíbor | címer, Neptune Garnet konténerhajó, Cromileptes Altivelis        | dokk                                                                      |
| 10 000 dollár | 195 mm x 93 mm | 1989. augusztus 21. | vörös | címer, Neptune Canopus, kínai sárkány, Pampus Chinesis           | 1987-es nemzeti nap ünnepélye                                             |

### Portré-sorozat (1999 óta)
A portré-sorozat bankjegyei eredetileg mind papírból készültek, azonban a kisebb címleteket (2, 5, 10 dollár) 2006 óta már polimerből gyártják (ezért szerepel két időpont a táblázatban). A bankjegyek előlapján Yusof bin Ishak található.
2014. október 1-jétől nem bocsátanak ki 10 000 dolláros bankjegyet a pénzmosás megelőzése végett, de az eddigi bankjegyek törvényes fizetőeszközök maradnak.
| Érték         | Méret          | kibocsátás          | Szín    | Hátlap                                                       |
| ------------- | -------------- | ------------------- | ------- | ------------------------------------------------------------ |
| 2 dollár      | 126 mm x 63 mm | 1999. szeptember 9. | bíbor   | Victoria Bridge School épülete                               |
| 2 dollár      | 126 mm x 63 mm | 2006. január 12.    | bíbor   | Victoria Bridge School épülete                               |
| 5 dollár      | 133 mm x 66 mm | 1999. szeptember 9. | zöld    | Szingapúri botanikus kert                                    |
| 5 dollár      | 133 mm x 66 mm | 2007. május 18.     | zöld    | Szingapúri botanikus kert                                    |
| 10 dollár     | 141mm x 69 mm  | 1999. szeptember 9. | vörös   | Sportolók                                                    |
| 10 dollár     | 141mm x 69 mm  | 2004. május 4.      | vörös   | Sportolók                                                    |
| 50 dollár     | 156 mm x 74 mm | 1999. szeptember 9. | kék     | kínai pipa, maláj kompang, indiai veena és klasszikus hegedű |
| 100 dollár    | 162 mm x 77 mm | 1999. szeptember 9. | narancs | katona, cserkészcsoport                                      |
| 1000 dollár   | 170 mm x 83 mm | 1999. szeptember 9. | bíbor   | Istana, Parlament, legfelsőbb bíróság épülete                |
| 10 000 dollár | 180 mm x 90 mm | 1999. szeptember 9. | arany   | csúcstechnikai eszközök                                      |